# Parotiden

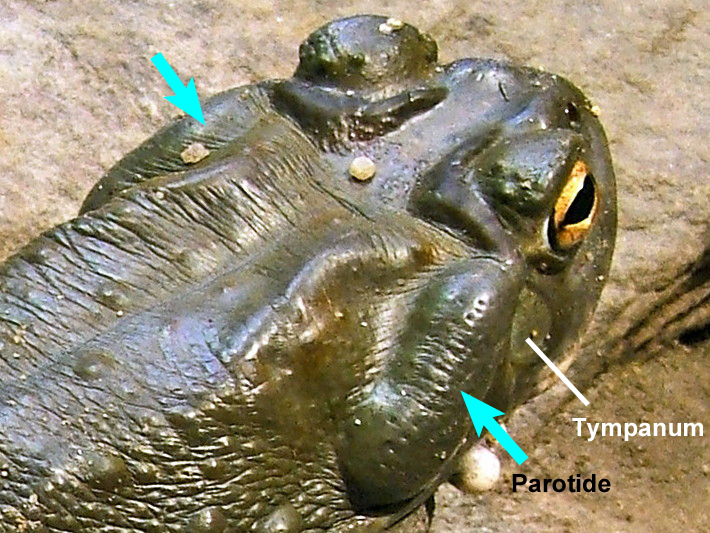
Ohrdrüsen der Coloradokröte (Incilius alvarius), durch blaue Pfeile markiert; zusätzlich wird die rechte Trommelfellregion („Tympanum“) bezeichnet

Als Parotiden – auch Parotoiden, Parotoiddrüsen oder Ohrdrüsen – bezeichnet man paarige, meistens wulstförmige, hinter den Augen mancher Amphibien hervortretende Hautdrüsenkomplexe. Bei Kröten, aber auch bei einigen Laubfröschen sowie Schwanzlurchen (beispielsweise beim Alpen- und beim Feuersalamander) sind diese besonders deutlich sichtbar ausgeprägt. Sie sind durch starke Vermehrung und Vergrößerung von Körner- bzw. Giftdrüsen entstanden, die auch die übrige Haut bedecken. Hier werden verschiedene Giftstoffe (Alkaloide) produziert, die sowohl der Abwehr von Fressfeinden als auch dem Schutz gegen Hautparasiten (Ektoparasiten) dienen (vgl. beispielsweise: Aga-Kröte). Auf Druck bzw. Reizung wird dabei ein milchig-weißes Sekret abgesondert.